# Friedrich Cauer (Philologe)
Ludwig Eduard Friedrich Cauer (* 14. März 1863 in Breslau; † 21. Mai 1932 in Berlin) war ein deutscher klassischer Philologe und Althistoriker.

## Leben
Cauer, der Sohn des Pädagogen Eduard Cauer und Stiefsohn der Frauenrechtlerin Minna Cauer, studierte von Michaelis 1880 bis Ostern 1884 Klassische Philologie und Geschichte an den Universitäten Berlin, Bonn und Leipzig. Am 26. Januar 1884 wurde er in Berlin mit der Dissertation De fabulis graecis ad Romam conditam pertinentibus („Über griechische Fabeln zur Gründungssage Roms“) promoviert. Ein Jahr später legte er die Erste Lehramtsprüfung für Latein, Griechisch, Geschichte, Erdkunde und Religion ab. Sein Probejahr absolvierte er ab Ostern 1885 am Berliner Friedrichs-Gymnasium. In den folgenden Jahren widmete er sich seiner Habilitationsschrift, die er 1890 an der Universität Tübingen erreichte. Danach arbeitete er drei Jahre lang als Privatdozent für Alte Geschichte in Tübingen.
1893 trat Cauer erneut in den preußischen Schuldienst ein und arbeitete nebenbei als Bibliothekar. 1906 wurde er zum Gymnasialprofessor befördert. Mit der Versetzung ans Martin-Luther-Lyzeum fand seine Karriere ihren Höhepunkt. Hier wurde er 1915 zum Studiendirektor ernannt und 1928 pensioniert. 1918 wurde er mit dem Verdienstkreuz für Kriegshilfe ausgezeichnet. Ab 1919 war er Gemeindeältester in der Zwölf-Apostel-Gemeinde.
Bei der Reichstagswahl 1912 kandidierte er im Wahlkreis Berlin IV für die Fortschrittliche Volkspartei.
Neben Monografien wie Hat Aristoteles die Schrift vom Staate der Athener geschrieben? (Stuttgart 1891) und Ciceros politisches Denken (Berlin 1903) verfasste Cauer zahlreiche Artikel für Paulys Realencyclopädie der classischen Altertumswissenschaft.
Sein Bruder Paul war ebenfalls Lehrer und klassischer Philologe, sein Bruder Wilhelm Professor für Eisenbahnwesen.

## Veröffentlichungen (Auswahl)
- De fabulis graecis ad Romam conditam pertinentibus, Dissertation Berlin 1884
- Parteien und Politiker in Megara und Athen. Studien zur Geschichte Griechenlands im Zeitalter der Tyrannis, Habilitationsschrift Stuttgart 1890
- Hat Aristoteles die Schrift vom Staate der Athener geschrieben?. Stuttgart 1891
- Ciceros politisches Denken. Berlin 1903